# Kustgrävare
Kustgrävare (Dyschirius salinus) är en skalbaggsart som beskrevs av Hermann Rudolph Schaum 1843. Kustgrävare ingår i släktet Dyschirius, och familjen jordlöpare. Enligt den finländska rödlistan är arten starkt hotad i Finland. Arten är reproducerande i Sverige. Artens livsmiljö är sandstränder vid Östersjön.